# Cutler Beckett
Lord Cutler Beckett è un personaggio immaginario e uno dei due antagonisti principali della popolare serie cinematografica Pirati dei Caraibi, dove è interpretato dall'attore Tom Hollander nel secondo e nel terzo film della saga. Beckett è il perfido Governatore della Compagnia delle Indie Orientali, fedele suddito di Re Giorgio II.

## Biografia del personaggio

### Passato
Il passato di Cutler Beckett viene esplorato nel romanzo Pirates of the Caribbean: The Price of Freedom di Ann C. Crispin. Cutler Beckett nacque in una famiglia benestante nella contea del Somerset, in Inghilterra. Il padre, Jonathan Beckett Sr. era titolare della Beckett Trading Company, una delle prime cinque società commerciali in Inghilterra. Jonathan Sr. non provò mai vero affetto e amore per Cutler, preferendogli i due fratelli maggiori: Jonathan Jr. e Bartholomew. Soltanto la madre e la sorella Jane volevano bene al ragazzo, credendo nelle sue potenzialità negli studi. Dopo essere stato assunto nella Compagnia delle Indie Orientali, durante un viaggio per conto della Compagnia stessa, Beckett venne catturato e preso in ostaggio da dei pirati guidati da Christophe-Julien de Rapièr. Egli venne torturato e sbeffeggiato per alcune settimane finché la Compagnia pagò ai pirati il riscatto per la sua liberazione, dopo che il padre di Cutler si era rifiutato di farlo. Questa esperienza segnò profondamente Cutler, che proprio da qui sviluppò il suo ferreo odio verso i pirati.
Con il passare degli anni egli divenne direttore degli affari della Compagnia nell'Africa occidentale. Tredici anni prima degli eventi del secondo film, Beckett chiese ad un giovane Jack Sparrow, che ai tempi era un dipendente della Compagnia, di trasportare a bordo della sua nave, la Wicked Wench, un carico di schiavi nelle Bahamas per conto del Visconte Penwallow. Durante il viaggio, tuttavia, il giovane liberò gli schiavi in quanto era contro l'oppressione e credeva nella libertà assoluta. Dopo che Jack fu catturato Beckett, per punirlo, fece bruciare e affondare la Wicked Wench e lo marchiò a fuoco con la "P" di pirata sul braccio in modo che non potesse mai rifarsi una vita e stare tra i civili, costringendolo alla fuga.

### La maledizione del forziere fantasma
Nel secondo film Beckett arriva a Port Royal, arrestando Will Turner ed Elizabeth Swann per aver aiutato Jack Sparrow a fuggire all'arresto. Tuttavia Beckett offre clemenza a Turner se questi gli consegnerà la bussola di Sparrow. Will parte alla ricerca di Jack, ma Elizabeth viene fatta comunque prigioniera. Il governatore Weatherby Swann cercherá di salvare Elizabeth facendola scappare da Port Royal e portarla a Londra. Tuttavia Beckett viene a sapere di questo, perciò manda i suoi soldati ad intercettare il governatore Swann e sua figlia. Swann viene fatto prigioniero, ma Elizabeth riesce a fuggire, ed entrare segretamente nella ciurma di Sparrow. Successivamente James Norrington consegna a Beckett il cuore di Davy Jones, riprendendosi il suo ruolo di commodoro (avendolo perso dopo la fuga di Sparrow), e facendo ottenere a Beckett il controllo dell'Olandese Volante e di tutti i mari.

### Ai confini del mondo
Ottenuto il cuore di Davy Jones, ora Beckett controlla l'Olandese ed è l'autorità più potente dei mari, e ordina ai suoi soldati di trovare tutti i pirati, gli uomini che hanno a che fare con la pirateria o che sono marchiati come essi per eliminarli, ordinando poi di uccidere chiunque è a conoscenza del segreto del cuore di Jones, tra cui anche il governatore Swann. Nella battaglia finale, in seguito alla morte di Davy Jones (dopo che Will Turner era riuscito a trafiggere il suo cuore), la nave di Beckett, l'Endeavour, si prepara a distruggere la Perla Nera. Subito dopo riappare l'Olandese Volante, comandato ora da Will, e le due navi si affiancano dell’Endeavour per poi attaccarla a cannonate. Beckett rimane sconvolto dal ribaltamento degli eventi e non riesce a dare l’ordine di rispondere al fuoco, dunque il suo luogotenente Theodore Groves ordina di abbandonare la nave e in pochi si salvano. Beckett invece sapendo di essere definitivamente sconfitto, decide di rimanere a bordo e muore nell’esplosione.

## Personalità
Cutler Beckett è un uomo d'affari avido, spietato, crudele, odioso, manipolativo, meschino, arrogante, sofisticato, persistente, assetato di potere, ambizioso e di pura malvagità. Non si ferma davanti a nulla per favorire i propri obiettivi personali e, a differenza della maggior parte dei cattivi, è molto gentile e incredibilmente tranquillo. Non prova rimorso per le morti che causa, come mostra quando manda sul patibolo molte persone, forse innocenti, che credeva associate alla pirateria, persino un bambino. Si è servito del suo sadico assistente, Ian Mercer, usandolo sia come assassino che come spia. Beckett è molto abile nel modificare la legge per i suoi scopi, usando il suo status di rappresentante del re Giorgio II per manipolare Elizabeth, Will e Norrington per trovare il forziere contenente il cuore di Davy Jones. Beckett considera gli altri come strumenti e mostra palese disprezzo per la vita degli altri intorno a lui. Sa molto bene ciò che vuole e come ottenerlo: ogni cosa che fa è già ben pensata. Le sue armi sono la politica e la determinazione. Beckett è molto istruito e, come tale, è in grado di parlare diverse lingue. A parte l'inglese, sua lingua madre, parla fluentemente francese, spagnolo, greco e latino.
La maggior parte della sua politica prevede di affrontare il problema della pirateria in tutto il mondo. Come governatore, considera la pirateria una delle principali minacce al commercio, in particolare gli interessi finanziari della società. Per sua stessa ammissione, Beckett non è un uomo religioso e non crede affatto in Dio, ragione per la quale ha deciso di non diventare un chierico. Ha un apparente interesse per Elizabeth Swann. Forse, secondo il pirata Sao Feng, Beckett era incuriosito della personalità estroversa e assertiva della ragazza, contrariamente alla personalità riservata della maggior parte delle donne dell'epoca. È anche piuttosto indifferente alle situazioni pericolose, persino per la sua vita, rimanendo calmo durante l'attacco finale all'Endeavour, mentre le palle da cannone della Perla Nera e dell'Olandese Volante gli passavano davanti. Anche un momento prima di morire, rimane calmo, nonostante la sua nave venga distrutta intorno a lui.

## Merchandise
Sono stati creati diversi giocattoli legati al personaggio, ma sono molto rari rispetto a quelli degli altri protagonisti della serie.

## Altre apparizioni
Cutler Beckett è presente nel terzo capitolo dei videogiochi Kingdom Hearts nel mondo dei Caraibi: è apparso come antagonista ricorrente.

## Filmografia e videografia
- Gore Verbinski (regista), Pirati dei Caraibi: La maledizione del forziere fantasma, Walt Disney Pictures, 2006.
- Gore Verbinski (regista), Pirati dei Caraibi: Ai confini del mondo, Walt Disney Pictures, 2007.